# Aparat Dean Stark
Aparatul Dean Stark este o aparatură de laborator folosită în sinteza chimică pentru a colecta apa (sau ocazional alte lichide) dintr-un reactor. A fost inventat de chimiștii americani Ernest Woodward Dean (1888–1959) și David Dewey Stark (1893–1979) în 1920 pentru a determina conținutul de apă din petrol. Este utilizat în general în distilări azeotrope.